# Gamow-Faktor
Der Gamow-Faktor (nach George Gamow) dient zur Berechnung der Tunnel-Wahrscheinlichkeit eines Teilchens innerhalb eines Atomkerns, also der Wahrscheinlichkeit, dass es die Coulombbarriere überwinden und den Kern verlassen kann. Mit dem Gamow-Faktor kann z. B. der Alpha-Zerfall rechnerisch modelliert werden.

## Alpha-Zerfall

Alphastrahlung

Beim Alpha-Zerfall verlässt ein Alphateilchen (ein 4He-Kern), welches aus zwei Neutronen und zwei Protonen besteht, den Atomkern, der dadurch an  Masse und Ladung verliert. Seine Ordnungszahl Z,  Neutronenzahl N und Massenzahl A ändern sich daher:
- {\displaystyle Z\to Z-2}
- {\displaystyle N\to N-2}
- {\displaystyle A\to A-4}.

Da man den Grundzustand eines Kerns effektiv wie ein Fermi-Gas im Potentialtopf betrachten kann, ist es plausibel, dass sich innerhalb des Kerns mit gewisser Wahrscheinlichkeit mehrere Nukleonen zusammenfinden und einen gebundenen Zustand bilden können. Dabei wird Bindungsenergie frei, die die Wahrscheinlichkeit erhöht, dass das gebildete Teilchen die Coulombbarriere des Restkerns durchtunnelt.
Anschaulich ist klar, dass die Wahrscheinlichkeit für die Bildung solcher Nukleonverbindungen im Kern sehr stark mit wachsender Zahl der beteiligten Nukleonen abfällt. Die Formierung von Alphateilchen ist tatsächlich häufig, und da 4He ein doppelt magischer Kern ist, wird eine entsprechend große Bindungsenergie frei.

Die Transmission geschieht dann mit einer Wahrscheinlichkeit, welche sich über die WKB-Näherung berechnen lässt:
{\displaystyle T=\exp(-2G)} mit dem Gamow-Faktor {\displaystyle G=\int _{R}^{r_{E}}{\text{d}}r{{\sqrt {2m_{\alpha }(V(r)-E)}} \over \hbar }}
Hier ist {\displaystyle R} der Radius des Kern-Potentialtopfes und {\displaystyle r_{E}-R} die Breite, die ein Teilchen mit Energie {\displaystyle E} durchtunneln muss. Für das Coulomb-Potential des Restkerns ergibt dies, abhängig von der  Feinstrukturkonstante {\textstyle \alpha \approx {\frac {1}{137}}} und der Austrittsgeschwindigkeit {\textstyle \beta ={v \over c}\sim {\sqrt {E}}} :
{\displaystyle G\approx {\pi 2(Z-2)\;\alpha  \over \beta }}
Die Gesamtrate, mit der ein Kern durch Alphaemission zerfällt, ist – unter Berücksichtigung der Wahrscheinlichkeit {\displaystyle w_{\alpha }} für die Bildung eines Alphateilchens im Kern und der Frequenz {\displaystyle \nu ={v_{0} \over 2R}}, mit der das Alphateilchen im Kernpotential umläuft –  gegeben durch:
{\displaystyle \Gamma =w_{\alpha }\cdot {v_{0} \over 2R}\cdot \exp(-2G)}
Hierbei ist {\displaystyle v_{0}={\sqrt {\frac {2(E-E_{\text{Boden Potentialtopf}})}{m_{\alpha }}}}}.
Die daraus berechnete Lebensdauer hängt sehr stark von {\displaystyle G} und damit von {\displaystyle {\sqrt {E}}} ab. Dies erklärt, warum die Lebensdauern von α-instabilen Kernen zwischen einigen Nanosekunden und 1017 Jahren variieren.